# 今井清二郎
今井 清二郎（いまい せいじろう、1940年〈昭和15年〉12月28日 - ）は、日本の政治家。富岡市長を務めた。群馬県出身。

## 経歴
高校卒業後に東京ガス株式会社に就職し、夜学で明治大学商学部産業経営学科で学び、1965年に卒業。1969年にタルヤ建設に入社する（のち専務取締役）。その後、青年会議所での活動を経て、1991年9月8日の富岡市市長選に立候補する（当時50歳）。当時現職で3選をかけて立候補した広木康二との一騎打ちとなった。選挙戦は保守系同士の争いとなり、福田康夫、中曽根康弘両元総理大臣、小渕恵三自民党幹事長（当時）の3系列が入り混じる乱戦であったが、広木は小渕系と中曽根系の大半から支持を受け、「市政の継続」を訴え、3期目を「8年間の市政の集大成」として、工場の誘致実績や計画中の美術館、博物館の建設といったこれまでの成果を市民にアピールした。今井は、福田系と中曽根系の一部から支持を受け、「世代交代」や「市政の停滞の改善」を訴えた。同日開票の結果は36票差の僅差で今井は落選した。
落選の今井は、市選挙管理委員会と県選挙管理委員会に当選無効の申し立てを行い、富岡市選挙管理委員会だけでも5回の委員会を開催して誤記などがある投票用紙の解釈について検討された。1991年10月、市選挙管理委員会は今井の申し立てを却下した。今井はこの判断を不服として県選挙管理委員会にも申し立てを行った。県選挙管理委員会は11月29日に投票用紙の再点検を行ったが、その結果12月になってから市選挙管理委員会と同じく今井の申し立てを棄却する決定を下した。
今井が引退を表明した1995年の市長選にも今井は立候補し、広木の後継候補者とされた元富岡地域医療事務組合副管理者の田村泰彦との一騎打ちとなったが、1074票差で今井が当選した。1994年の市長選でも田村と今井の一騎打ちとなったが、今井が2選を果たしている。
2003年、富岡市長選挙に出馬し、下山真を1000票差でかわして3回目の当選を果たした。
2005年、明治大学で特別講師を務めた。
2006年、合併に伴う新・富岡市長選挙に出馬するも、岩井賢太郎に533票差で敗れた。

## 人物
- 市長としてアメリカ・アルバーニ市との友好都市締結、妙義町との合併、ねんりんピック開催などの事業を実現した。
- 富岡甘楽広域市町村圏振興整備組合理事長、富岡中央ロータリークラブ名誉会員、富岡中央ロータリークラブ会報委員長、赤煉瓦物語をつくる会代表、財団法人群馬県防犯協会理事などの要職を歴任した
- ミニトマトの水耕栽培に造詣が深く、市長室で栽培していた。2001年、東京新聞で紹介された（東京新聞群馬版2001年4月4日朝刊）。

## 主な著書
- 「煉瓦物語」あさを社、1986年（編著）